# Hugo Strachwitz
Hugo Bedřich Josef Strachwitz (26. února 1900 Zdounky – 21. února 1978 Vídeň) byl příslušníkem rodu Strachwitzů a do roku 1948 majitelem zámku Zdounky. V období druhé světové války se aktivně zapojil do protinacistického odboje, po válce mu byl majetek předtím zabavený nacisty v roce 1948 zabaven znovu. V letech 1958–1964 byl vězněn ve Valdicích, pak pracoval jako topič v kotelně a v roce 1968 emigroval do Rakouska.

## Život
Strachwitzové jsou starý šlechtický rod pocházející ze Slezska a doložený už roku 1285. V roce 1630 získali stav svobodných pánů, na konci 18. století pak hraběcí stav s titulem hrabě Strachwitz von Gross-Zauche und Camminetz. V 19. století se rod rozdělil do několika větví, z nichž jedna se usadila na Moravě, kde získal Bedřich Strachwitz (1867–1927) sňatkem statek a zámek ve Zdounkách.
Hugo Strachwitz vystudoval zemědělství na vysokých školách v Praze a ve Vratislavi. Po smrti otce se v roce 1927 ujal správy velkostatku Zdounky. V roce 1929 si vzal v Dymokurech za manželku Annu Marii Czerninovou (31. července 1905, Dymokury – 10. listopadu 1993, Vídeň), se kterou měl pět dětí: Bedřicha (* 1930), Marii (* 1931), Karla (1933–1998), Josefa Rudolfa (1938–2008) a Františka (* 1939).
V letech 1938 a 1939 byl Hugo Strachwitz účastníkem všech tří deklarací zástupců české a moravské šlechty, které vyjádřily podporu české státnosti. Následně ho potom nacisté potrestali uvalením tzv. vnucené správy na jeho majetek. Přesto se aktivně účastnil odbojové činnosti na Kroměřížsku – působil jako zpravodajský důstojník a člen odbojové skupiny vedené zdouneckým farářem Vojtěchem Králem.

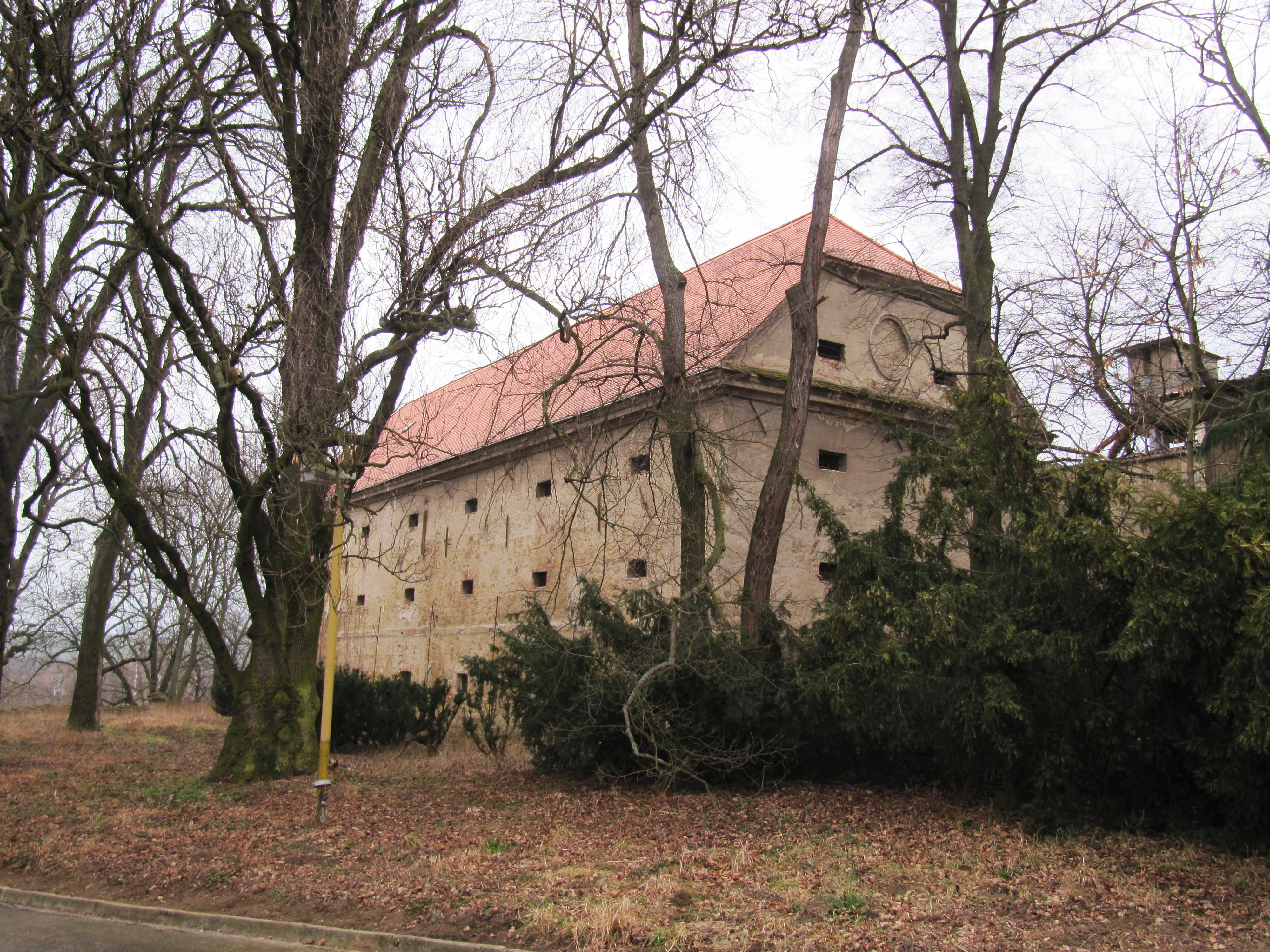
Zdounky: barokní sýpka, jedna z posledních připomínek bývalého panství Strachwitzů

V červnu 1945 požádal pro sebe i rodinu o změnu příjmení Strachwitz na česky psané Strachvic. Po parlamentních volbách v roce 1946 se stal v rámci obnovy národních výborů členem rady ONV v Kroměříži, když měl na starost vojenský referát. Některými občany Zdounek byl ale po válce neprávem obviňován ze spolupráce s nacisty, v letech 1948 – 1952 postupně přišel o veškerý majetek a rodina byla vystěhována do Bařic. Hugo Strachvic vystřídal různá zaměstnání a v roce 1958 se s manželkou Annou odstěhoval do Olomouce, ale vzápětí byl uvězněn – údajně, i když už byl bez majetku, pro neplacení milionářské daně, a za držení a šíření nepřátelské literatury. Propuštěn byl až v roce 1964 a potom pracoval jako topič.
V roce 1968 se na čas uvolnily možnosti cest do západních zemí a manželé Strachvicovi dostali povolení k tříměsíčnímu pobytu v Rakousku a západním Německu. Shodou okolností odjeli 21. srpna 1968 a pak už se rozhodli zůstat natrvalo ve Vídni, kde Hugo Strachvic v roce 1978 zemřel. Byl rytířem Vojenského a špitálního řádu sv. Lazara Jeruzalémského.
Potomci:
- 1. Bedřich (* 1930) byl po roce 1948 podobně jako jeho otec perzekvován a vězněn. Podařilo se mu emigrovat do Německa,
- 2. Marie (* 1931) se provdala a v roce 1969 emigrovali s manželem do Kanady,
- 3. Karel (1933–1998) zůstal v Československu a pracoval jako strojvůdce. Po roce 1989 žil ve Zdounkách a tragicky zahynul při autonehodě,
- 4. Josef (1938–2008) rovněž zůstal v Československu, žil v Kroměříži,
- 5. František (* 1939) vycestoval v dubnu 1968 do Rakouska na dva roky jako trenér jezdectví a stejně jako rodiče už pak zůstal v emigraci.

Zámek ve Zdounkách byl po roce 1948 ve správě Místního národního výboru a budova sloužila jako domov důchodců. Zabavený majetek byl v roce 1993 dědicům rodu Strachwitzů – Strachviců restituován, ti se ale rozhodli jej prodat.